# Liste der Monuments historiques in Gerbéviller
Die Liste der Monuments historiques in Gerbéviller führt die Monuments historiques in der französischen Gemeinde Gerbéviller auf.

## Liste der Immobilien
| Bezeichnung            | Beschreibung | Standort          | Kennzeichnung | Schutzstatus | Datum | Bild           |
| ---------------------- | --- | ----------------- | ------------- | ------------ | ----- | -------------- |
| Château de Gerbéviller | Schloss, 17. Jahrhundert, mehrfach umgestaltet; Nebengebäude, 17. bis 19. Jahrhundert; Parkanlage, 19. Jahrhundert     | Rue Carnot (Lage) | PA00106039    | Classé       | 2012  | weitere Bilder |
| Pfalzkapelle           | ehemals Klosterkapelle des Karmeliterklosters; ursprünglich Burgkapelle, um 1050, im 15. und 17. Jahrhundert erweitert | Rue Carnot (Lage) | PA00106040    | Classé       | 2012  | weitere Bilder |

## Liste der Objekte
| Bezeichnung                    | Beschreibung                           | Standort                                       | Kennzeichnung | Schutzstatus | Datum | Bild |
| ------------------------------ | -------------------------------------- | ---------------------------------------------- | ------------- | ------------ | ----- | ---- |
| Chororgel                      | Ensemble aus PM54002166 und PM54002167 | in der Kirche St-Pierre-et-St-Sylvestre (Lage) | PM54001303    | Inscrit      | 2004  |      |
| Orgelprospekt                  | 1865 von Aristide Cavaillé-Coll gebaut | in der Kirche St-Pierre-et-St-Sylvestre (Lage) | PM54002166    | Inscrit      | 2004  |      |
| Instrumentalteil der Chororgel | 1865 von Aristide Cavaillé-Coll gebaut | in der Kirche St-Pierre-et-St-Sylvestre (Lage) | PM54002167    | Inscrit      | 2004  |      |